# Jean-Pierre Cortot
Jean-Pierre Cortot (Paris, 20 de agosto de 1787 — Paris, 12 de agosto de 1843), foi um escultor francês.